# Rooted
Rooted è un singolo del rapper statunitense Craig Xen pubblicato il 28 ottobre 2019.

## Tracce
1. Rooted – 1:52